# غابرييل دنيس
غابرييل دنيس (بالإنجليزية: Gabrielle Dennis)‏ هي ممثلة أمريكية بدأت مسيرتها الفنية عام 1990.

## روابط خارجية
- غابرييل دنيس على موقع IMDb (الإنجليزية)
- غابرييل دنيس على موقع ألو سيني (الفرنسية)
- غابرييل دنيس على موقع ميوزك برينز (الإنجليزية)
- غابرييل دنيس على موقع أول موفي (الإنجليزية)
- غابرييل دنيس على موقع قاعدة بيانات الفيلم (الإنجليزية)
- غابرييل دنيس على موقع كينوبويسك (الروسية)